# Cabra Casay
Cabra Casay (o Kabra Kasay, en hebreu כברה קסאי), (Sudan, 3 d'agost de 1982) és una cantant israeliana d'origen etíop. És coneguda per la seva participació en el "Projecte Idan Raichel" (en hebreu הפרוייקט של עידן רייכל).
Cabra Casay nasqué en un camp de refugiats al Sudan, en una família de jueus etíops que anaven de camí cap a Israel, formant part de l'anomenada Operació Moisès. Quan per fi arribaren al país dels jueus, el 1983, Cabra ja tenia un any. La família visqué primer a Maalot-Tarxiha, i dos anys més tard es van traslladar a Qiryat Malakhí, on Cabra va créixer.
Tot fent el servei militar, a partir dels 18 anys, conegué Idan Raichel, i van cantar junts a moltes casernes de l'exèrcit israelià. Un cop acabat el servei militar, crearen el "Projecte Idan Raichel", amb el que van tenir un gran èxit a Israel i a Europa.
Cabra participà en la primera temporada de la versió israeliana del programa dedicat a descobrir nous talents pop, Pop Idol, i s'hi va classificar en el vuitè lloc. La seva cançó més coneguda era Abayta, Aloh Hazor ("Cap a casa, anada i tornada", en hebreu הביתה, הלוך חזור).
El febrer de 2017 signà un contracte per gravar un disc amb la casa discogràfica "Capitol Music", una filial de la "Universal Music".